# Asia Rugby Championship 2016

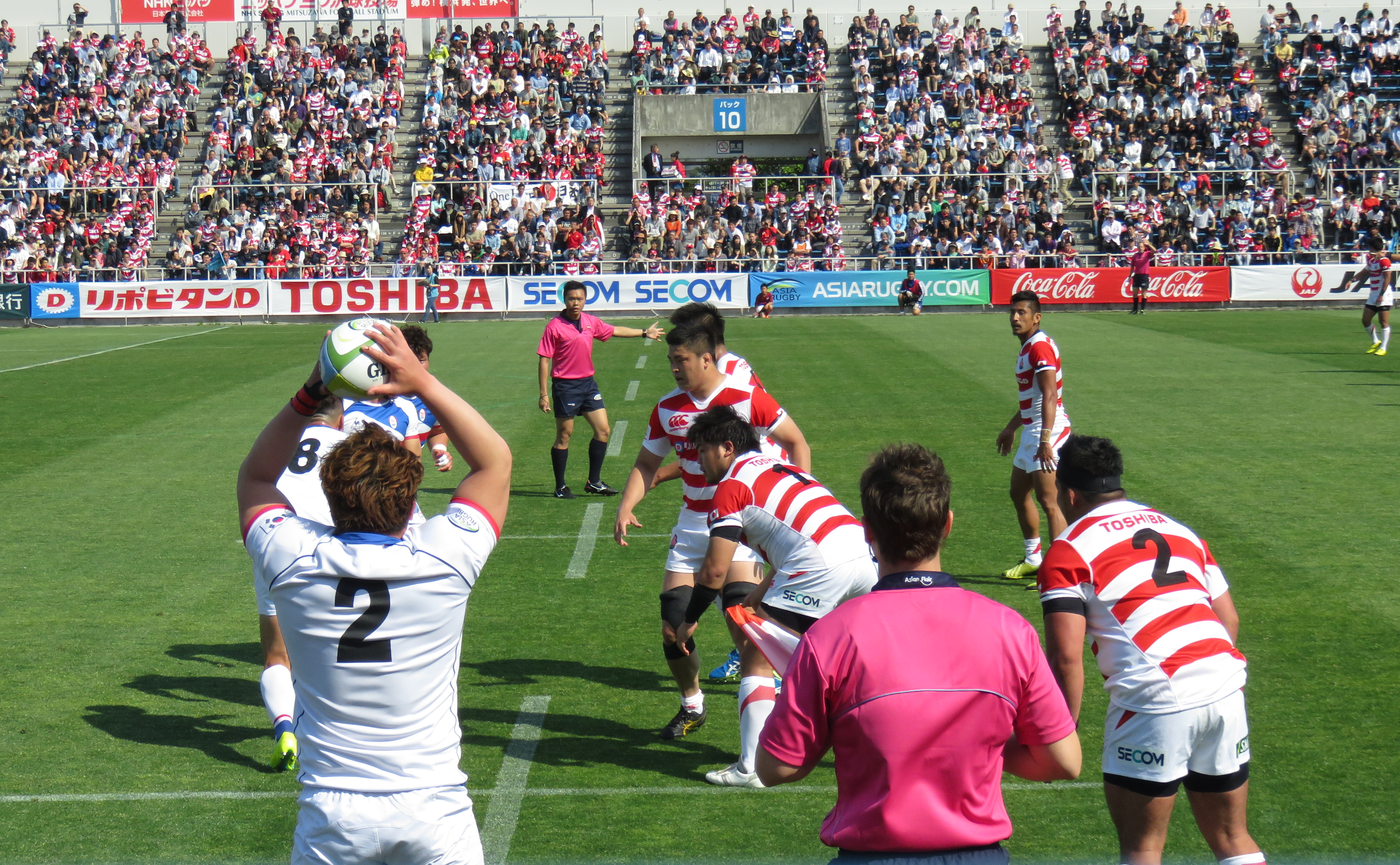
Mecz Japonia – Korea Południowa

Asia Rugby Championship 2016 – druga edycja corocznego turnieju organizowanego pod auspicjami Asia Rugby dla trzech najlepszych azjatyckich męskich reprezentacji rugby union. Turniej odbywał się od 30 kwietnia do 4 czerwca 2016 roku.
Grająca w odmłodzonym składzie – bez żadnego uczestnika Pucharu Świata 2015 – Japonia nie dała szans rywalom, ponownie we wszystkich czterech spotkaniach odnosząc bonusowe zwycięstwa. Reprezentacja Malezji, która zwyciężyła w Dywizji 1, odstąpiła od prawa do udziału w barażu.

## System rozgrywek
Rozgrywki prowadzone były systemem ligowym, a uczestniczyły w nich trzy najlepsze zespoły poprzedniego sezonu. Zwycięzca meczu zyskiwał pięć punktów, za remis przysługiwały trzy punkty, zaś porażka nie była punktowana. Punkt bonusowy można było otrzymać za zdobycie przynajmniej czterech przyłożeń lub też za przegraną nie więcej niż siedmioma punktami.
Zwycięzca zostawał mistrzem Azji, zaś zespół z ostatniego miejsca rozegrać miał baraż o utrzymanie w najwyższej klasie rozgrywkowej z triumfatorem Dywizji 1.

## Uczestnicy
| Reprezentacja    | Miejsce w 2015 | Stadiony                                                |
| ---------------- | -------------- | ------------------------------------------------------- |
| Japonia          | 1.             | Nippatsu Mitsuzawa Stadium Chichibunomiya Rugby Stadium |
| Hongkong         | 2.             | Hong Kong Football Club Stadium                         |
| Korea Południowa | 3.             | Namdong Asiad Rugby Field                               |

## Mecze
| 30 kwietnia 201614:00 | Japonia | 85:0 | Korea Południowa | Nippatsu Mitsuzawa Stadium, Jokohama |
| 30 kwietnia 201614:00 |         | 85:0 |                  | Nippatsu Mitsuzawa Stadium, Jokohama |

| 7 maja 201616:30 | Hongkong | 3:38 | Japonia | Hong Kong Football Club Stadium, Hongkong |
| 7 maja 201616:30 |          | 3:38 |         | Hong Kong Football Club Stadium, Hongkong |

| 14 maja 201614:00 | Korea Południowa | 27:34 | Hongkong | Namdong Asiad Rugby Field, Inczon |
| 14 maja 201614:00 |                  | 27:34 |          | Namdong Asiad Rugby Field, Inczon |

| 21 maja 201614:00 | Korea Południowa | 3:60 | Japonia | Namdong Asiad Rugby Field, Inczon |
| 21 maja 201614:00 |                  | 3:60 |         | Namdong Asiad Rugby Field, Inczon |

| 28 maja 201614:00 | Japonia | 59:17 | Hongkong | Chichibunomiya Rugby Stadium, Tokio |
| 28 maja 201614:00 |         | 59:17 |          | Chichibunomiya Rugby Stadium, Tokio |

| 4 czerwca 201616:30 | Hongkong | 41:15 | Korea Południowa | Hong Kong Football Club Stadium, Hongkong |
| 4 czerwca 201616:30 |          | 41:15 |                  | Hong Kong Football Club Stadium, Hongkong |